# Liste der Bodendenkmäler in Pettstadt
Auf dieser Seite sind die Bodendenkmäler in der oberfränkischen Gemeinde Pettstadt zusammengestellt. Diese Tabelle ist eine Teilliste der Liste der Bodendenkmäler in Bayern. Grundlage ist die Bayerische Denkmalliste, die auf Basis des Bayerischen Denkmalschutzgesetzes vom 1. Oktober 1973 erstmals erstellt wurde und seither durch das Bayerische Landesamt für Denkmalpflege geführt wird. Die folgenden Angaben ersetzen nicht die rechtsverbindliche Auskunft der Denkmalschutzbehörde.

## Bodendenkmäler der Gemeinde Pettstadt

### Bodendenkmäler in der Gemarkung Pettstadt
| Lage                 | Objekt | Akten-Nr.     | Bild |
| -------------------- | --- | ------------- | ---- |
| Pettstadt (Standort) | Siedlung des Neolithikums, der Hallstattzeit, der Spätlatènezeit und der Kaiserzeit sowie vermutlich des Mittelalters und Freilandstation vermutlich des Paläolithikums sowie des Mesolithikums.                                                                                      | D-4-6131-0026 |      |
| Pettstadt (Standort) | Freilandstation des Mesolithikums. | D-4-6131-0030 |      |
| Pettstadt (Standort) | Siedlung vorgeschichtlicher Zeitstellung. | D-4-6131-0031 |      |
| Pettstadt (Standort) | Brandgräber der Hallstattzeit und frühlatènezeitliche Bestattungen oder Depotfund. | D-4-6131-0033 |      |
| Pettstadt (Standort) | Siedlung vorgeschichtlicher Zeitstellung. | D-4-6131-0175 |      |
| Pettstadt (Standort) | Archäologische Befunde des Mittelalters und der frühen Neuzeit im Bereich der Katholischen Pfarrkirche Mariä Geburt von Pettstadt mit Vorgängerbauten und Friedhof sowie Siedlung der Vorgeschichte, der Kaiserzeit und des frühen Mittelalters. Siehe auch: Mariä Geburt (Pettstadt) | D-4-6131-0227 |      |